# Natalus primus
Natalus primus és una espècie de ratpenat natàlid endèmica de Cuba.
Antigament estava inclosa dins el ratpenat d'orelles d'embut mexicà, tot i que s'ha vist que era clarament diferent.